# Крымов, Василий Петрович
Василий Петрович Крымов (1901 — 9 августа 1941) — советский военачальник, полковник.
Родился в 1901 году в с. Варварино Тамбовской губернии в семье рабочего.
Окончил Борисоглебские кавалерийские курсы.
В 1921 году окончил 2-ю Ленинградскую кавалерийскую школу.
С 1923 года службу проходил в Украинском военном округе. В 1923—1927 годах командир взвода кавалерийского эскадрона 7-й стрелковой дивизии. В 1924 году слушатель Киевской объединённой школы командного состава.
В 1927—1931 годах командир эскадрона 52-го кавалерийского полка 9-й кавалерийской дивизии.
В 1931—1932 годах помощник, начальник штаба 52-го кавалерийского полка 9-й кавалерийской дивизии.
Массовое поступление в армию танков позволило формировать танковые части и в кавалерии. Если в стрелковых дивизиях формировались отдельные танковые батальоны или роты, то в кавалерийских дивизиях формировались механизированные полки или отдельные эскадроны. В 1932—1933 годах помощник начальника штаба 9-го механизированного полка 9-й кавалерийской дивизии.
В 1933—1936 годах слушатель Военной академии им. Фрунзе.
С 1936 года службу проходил в Приволжском военном округе. С ноября 1936 и в 1937 году начальник штаба 4-го моторизованного полка (огнемётного) 2-й моторизованной химической дивизии.
В 1938—1940 годах начальник штаба 31-й химической танковой бригады. Начальник пехоты 53-й стрелковой дивизии.
В 1940 году подполковнику В. П. Крымову присвоено звание полковник.
С 20 июля 1940 года службу проходил в Киевском Особом военном округе. 20 июля 1940 года В. П. Крымов заместитель командира 49-й легкотанковой бригады.
С 28 ноября 1940 года назначен командиром 49-й легкотанковой бригады.
В мае 1941 года командир 44-й танковой дивизии 18-го механизированного корпуса.
6 августа 1941 года на свекловичном поле у высоты 203,0 будучи тяжелораненым попал в плен командир 44-й танковой дивизии полковник В. П. Крымов.
9 августа 1941 года умер от ран в Голованевском лагере военнопленных, похоронен там же.

## Награды
- Медаль «XX лет РККА».